# Penelope Wilton
Penelope Alice Wilton (Scarborough, Inglaterra, 3 de junio de 1946) es una actriz británica de teatro, cine y televisión. Entre 1984 y 1989 protagonizó junto a Richard Briers la comedia de situación de la BBC Ever Decreasing Circles. También ha aparecido en cuatro episodios de Doctor Who como la primera ministra del Reino Unido, Harriet Jones, en las seis temporadas de Downton Abbey como miembro del reparto principal interpretando a Isobel Crawley, y en la comedia negra de Netflix After Life. En el cine, formó parte del elenco de Cry Freedom (1987), Iris (2001), Shaun of the Dead (2004) y El exótico Hotel Marigold (2011).
Ha estado casada con los actores Daniel Massey y Ian Holm, con quien protagonizó en 1992 y 1993 The Borrowers y The Return of the Borrowers, respectivamente. De su primer matrimonio tiene una hija, Alice.

## Primeros años
Penelope Alice Wilton nació en Scarborough, en el histórico Riding del Norte de Yorkshire (hoy en día parte de Norte de Yorkshire). Penelope era la segunda de las tres hijas de Clifford Wilton, un barrister (abogado) y Alice Travers, una bailarina de tap y exactriz, que según Wilton «era frágil y a menudo enferma». Nacida en una familia de actores, Penelope era la sobrina de Bill Travers y Linden Travers y la prima de Richard Morant. A su vez, sus abuelos eran dueños de teatros. Penelope recibió una educación conservadora en un Convento de Surrey y tras cumplir los dieciocho años y con su familia establecida en Londres, estudió en el Drama Centre.
Wilton dijo que desde chica «amaba el teatro porque amaba escribir. No leía mucho porque tenía un poco de dislexia, pero con el teatro podía ver y escuchar todo lo que estaba pasando». Además, contó: «Crecí haciendo obras pequeñas con mi hermana. La actuación fue siempre lo que quise hacer».

## Carrera
Penelope Wilton debutó en el teatro en el papel de Cordelia en la obra El rey Lear, en una adaptación de la Nottingham Playhouse dirigida por Jonathan Miller. En sus inicios, actuó junto a Peter Halliday y Nicholas Clay en The Hostage también de la Nottingham Playhouse y junto a Ralph Richardson en el West End. En 1978, protagonizó, junto a Michael Gambon y Daniel Massey, su primer esposo, la  obra de Harold Pinter Betrayal, en el Royal National Theatre. Wilton señaló a ambos como sus compañeros favoritos; trabajó junto a Gambon en The Norman Conquests (1974), Much Ado About Nothing (1981) y Sisterly Feelings (1980) y junto a Massey en Bloomsbury (1974), The Philanderer (1978) y Man and Superman (1981). Su carrera teatral se ha desarrollado paralelamente al cine y a la televisión, con interpretaciones en los últimos años de Gertrude en Hamlet (2009) y Agnes en A Delicate Balance (2011).
Wilton cosechó un gran éxito en el teatro con varias nominaciones a numerosos premios; ganó dos veces el Critics' Circle Theatre Award por sus interpretaciones en Much Ado About Nothing (1981) y The Deep Blue Sea (1993) y ganó un London Evening Standard Theatre Award, compartido con Margaret Tyzack, por su trabajo en The Chalk Garden (2009).  También fue nominada en otra ocasión al London Evening Standard Theatre Award por su actuación en The Little Foxes (2001) y cinco veces al Premio Laurence Olivier por sus papeles en Man and Superman (1981), The Secret Rapture (1988), The Deep Blue Sea (1994), John Gabriel Borkman (2008) y The Chalk Garden. Wilton dijo: «Fui lo suficientemente afortunada de trabajar en los tres medios de la televisión, el teatro y el cine, pero que de todos, el teatro ha sido el más importante», según ella, «el teatro refleja a la sociedad». También opinó que para el teatro se necesita «que tengas un entendimiento del idioma» y «tener pasión; no tiene sentido ser un actor cuidadoso, tienes que correr riesgos».
Inició luego su carrera en la televisión en 1972, cuando junto a Robert Powell formó parte del elenco de Mrs. Warren's Profession en la serie de BBC Play of the Month, en donde interpretó a Vivie Warren. En 1975, volvió a participar en la serie, esta vez en el rol de Regan en El rey Lear. En 1982 y 1983 participó en dos producciones de BBC Television Shakespeare, en Otelo como Desdémona y una vez más en El rey Lear como Regan.
Su salto a la fama se produjo tras protagonizar junto a Richard Briers la comedia de situación Ever Decreasing Circles, que con 27 episodios se emitió entre 1984 y 1989. En la serie interpretó a Ann, una mujer que sufre por su matrimonio y busca un modo de vida más aventurero. Coquetea con su carismático vecino, pero finalmente se mantiene fiel a su esposo.
En 1992 Wilton y su esposo, Ian Holm, interpretaron a Homily y Pod en The Borrowers, una adaptación de la BBC sobre la novela infantil homónima de Mary Norton. Wilton y Holm retomaron sus roles en 1983 con The Return of the Borrowers.
En 2005 Penelope Wilton participó en el remake de la serie británica Doctor Who como actriz invitada en dos episodios. Su papel de la primera ministra Harriet Jones fue creado especialmente para ella por el guionista y productor ejecutivo Russell T Davies, con quien ya había trabajado en la serie de la ITV Bob & Rose (2001). Su personaje reapareció en el especial de Navidad, The Christmas Invasion, e hizo una última aparición en un episodio de 2008, The Stolen Earth, totalizando cuatro episodios.
Otros roles notables de Wilton en la televisión incluyen a Carrie Louise Serrocold en el telefilm They Do It with Mirrors de la cuarta temporada de Agatha Christie's Marple (2009), Barbara Poole en las serie Five Days (2005), Jean en el telefilm Half Broken Things (2007) y María en The Passion (2008). De 2010 hasta el final de la serie en 2015,  interpretó a Isobel Crawley en el drama británico Downton Abbey.
En cuanto al cine, entre sus roles notables se encuentran Sonia en La mujer del teniente francés (1981), Wendy Woods en Grita Libertad (1987), Janet Stone en Iris (2001), Ruth en Las chicas del calendario (2003), Barbara en Zombies Party (Una noche... de muerte) (2004), la señora Gardiner en la adaptación de la novela de Jane Austen Orgullo y Prejuicio (2005), Eleanor Hewett en la película de Woody Allen Match Point (2005) y la señora Bibby en The History Boys (2006). En el 2011 interpretó a Jean en El exótico Hotel Marigold, junto a Judi Dench (con quien trabajó en Iris) y Maggie Smith, actriz con la que trabajó en Downton Abbey y Wilton dijo admirar. John Madden, el director, dijo que siempre había admirado excesivamente a Wilton como actriz y que personalizó a Jean, una mujer insegura y desilusionada con su situación, especialmente para ella. En 2015 fue parte de la secuela El nuevo exótico Hotel Marigold, protagonizada por el elenco original y con la incorporación de Richard Gere y David Strathairn.
En marzo de 2008, Wilton fue la «náufraga» (estrella invitada) del programa de radio de BBC Radio 4, Desert Island Discs, en donde se le pregunta al invitado qué ocho piezas musicales, un libro y un objeto lujoso elegiría si fuese un náufrago en una isla desierta, mientras se discute la vida del invitado y las razones de las elecciones. Wilton fue nombrada Oficial de la Orden del Imperio Británico (OBE) en 2004 y recibió un doctorado honoris causa en letras de la Universidad de Hull en 2012.

## Vida personal
En 1975 se casó con el actor Daniel Massey, con quien tuvo un hijo que murió poco después de nacer, y una hija en 1977, Alice, que actualmente trabaja en proyectos teatrales y está casada con un novelista canadiense. Tras divorciarse en 1984, Massey se casó con la hermana de Penelope, Linda, una situación que Penelope dijo que «nunca fue incómoda o dificultosa». En 1991 Wilton se casó con Sir Ian Holm, del cual se divorció en 2001. Con sus dos esposos trató de tener más hijos, sin poder lograrlo.

## Filmografía
| Año  | Película                                          | Rol                                                               | Notas                                                                    |
| ---- | ------------------------------------------------- | ----------------------------------------------------------------- | ------------------------------------------------------------------------ |
| 1972 | Thirty-Minute Theatre                             |                                                                   | Serie de televisión (un episodio: "An Affair of Honour").                |
| 1972 | Country Matters                                   | Rachel Sullens                                                    | Serie de televisión (un episodio: "The Sullens Sisters").                |
| 1972 | BBC Play of the Month                             | Regan/Vivie Warren                                                | Serie de televisión (dos episodios: 1972-1975).                          |
| 1973 | The Pearcross Girls                               | Anna Pearcross/Helen Charlesworth/Julia Pearcross/Lottie Merchant | Serie de televisión (cuatro episodios).                                  |
| 1973 | The Song of Songs                                 | Lilli Czepanek                                                    | Drama de televisión                                                      |
| 1976 | Widowing of Mrs. Holroyd                          |                                                                   | Drama de televisión                                                      |
| 1977 | Joseph Andrews                                    | Mrs. Wilson                                                       |                                                                          |
| 1977 | The Norman Conquests: Living Together             | Annie                                                             | Drama de televisión                                                      |
| 1977 | The Norman Conquests: Round and Round the Garden  | Annie                                                             | Drama de televisión                                                      |
| 1977 | The Norman Conquests: Table Manners               | Annie                                                             | Drama de televisión                                                      |
| 1980 | Play for Today                                    | Helen/Virginia Carlion                                            | Serie de televisión (dos episodios: 1980–1981).                          |
| 1981 | La mujer del teniente francés                     | Sonia                                                             |                                                                          |
| 1981 | Otelo                                             | Desdémona                                                         | Drama de televisión                                                      |
| 1982 | The Tale of Beatrix Potter                        | Beatrix Potter                                                    | Drama de televisión                                                      |
| 1982 | King Lear                                         | Regan                                                             | Drama de televisión                                                      |
| 1984 | Laughterhouse                                     | Alice Singleton                                                   |                                                                          |
| 1984 | Ever Decreasing Circles                           | Ann Bryce                                                         | Serie de televisión (veintisiete episodios: 1984–1989).                  |
| 1986 | Siempre puntual                                   | Pat                                                               |                                                                          |
| 1986 | C.A.T.S. Eyes                                     | Angela Lane                                                       | Serie de televisión (un episodio: "Good as New").                        |
| 1986 | The Monocled Mutineer                             | Lady Angela Forbes                                                | Serie de televisión (dos episodios).                                     |
| 1987 | Grita Libertad                                    | Wendy Woods                                                       |                                                                          |
| 1990 | 4 Play                                            | Julia                                                             | Serie de televisión (un episodio: "Madly in Love").                      |
| 1992 | Échele la culpa al botones                        | Patricia Fulford                                                  |                                                                          |
| 1992 | Screaming                                         | Beatrice                                                          | Serie de televisión (ocho episodios).                                    |
| 1992 | The Borrowers                                     | Homily                                                            | Serie de televisión                                                      |
| 1993 | The Secret Rapture                                | Marion French                                                     |                                                                          |
| 1993 | The Return of the Borrowers                       | Homily                                                            | Serie de televisión                                                      |
| 1994 | Performance                                       | Hester Collyer/Beth                                               | Serie de televisión (dos episodios: 1994–1995).                          |
| 1995 | Carrington                                        | Lady Ottoline Morrell                                             |                                                                          |
| 1998 | This Could Be the Last Time                       | Marjorie                                                          | Telefilm.                                                                |
| 1998 | Talking Heads 2                                   | Rosemary                                                          | Miniserie de televisión (un episodio: "Nights in the Gardens of Spain"). |
| 1998 | Alice Through the Looking Glass                   | White Queen                                                       | Telefilm.                                                                |
| 1999 | Gooseberries Don't Dance                          |                                                                   | Cortometraje                                                             |
| 1999 | Kavanagh QC                                       | Barbara Watkins                                                   | Serie de televisión (un episodio: "Time of Need").                       |
| 1999 | Tom's Midnight Garden                             | Aunt Melbourne                                                    |                                                                          |
| 1999 | Esposas e hijas                                   | Mrs. Hamley                                                       | Miniserie de televisión (dos episodios).                                 |
| 2000 | Rockaby                                           |                                                                   | Cortometraje de televisión                                               |
| 2001 | The Whistle-Blower                                | Heather Graham                                                    | Telefilm.                                                                |
| 2001 | Victoria & Albert                                 | Princesa Victoria                                                 | Telefilm                                                                 |
| 2001 | Bob & Rose                                        | Monica Gossage                                                    | Serie de televisión (tres episodios).                                    |
| 2001 | Iris                                              | Janet Stone                                                       |                                                                          |
| 2003 | Lucky Jim                                         | Celia Welch                                                       | Telefilm.                                                                |
| 2003 | Calendar Girls                                    | Ruth                                                              |                                                                          |
| 2004 | Shaun of the Dead                                 | Barbara                                                           |                                                                          |
| 2005 | Falling                                           | Daisy Langrish                                                    | Telefilm.                                                                |
| 2005 | Match Point                                       | Eleanor Hewett                                                    |                                                                          |
| 2005 | Orgullo y Prejuicio                               | Mrs. Gardiner                                                     |                                                                          |
| 2005 | Doctor Who                                        | Harriet Jones                                                     | Serie de televisión (cuatro episodios: 2005–2008).                       |
| 2006 | Celebration                                       | Julie                                                             | Telefilm                                                                 |
| 2006 | The History Boys                                  | Mrs. Bibby                                                        |                                                                          |
| 2007 | Cinco días                                        | Barbara Poole                                                     | Serie de televisión (cuatro episodios).                                  |
| 2007 | Half Broken Things                                | Jean                                                              | Telefilm.                                                                |
| 2008 | The Passion                                       | Mary                                                              | Miniserie de televisión                                                  |
| 2009 | Marple: They Do It with Mirrors                   | Carrie Louise Serrocold                                           | Telefilm.                                                                |
| 2009 | Margot                                            | B.Q.                                                              | Telefilm.                                                                |
| 2010 | My Family                                         | Rosemary Matthews                                                 | Serie de televisión (un episodio: "Wheelie Ben").                        |
| 2010 | Downton Abbey                                     | Isobel Crawley                                                    | Serie de televisión (34 episodios: 2010-presente).                       |
| 2011 | El exótico Hotel Marigold                         | Jean Ainslie                                                      |                                                                          |
| 2011 | South Riding                                      | Mrs. Beddows                                                      | Serie de televisión (tres episodios).                                    |
| 2011 | North by Northamptonshire                         | Mary                                                              | Serie de televisión (cinco episodios).                                   |
| 2012 | The Girl                                          | Peggy Robertson                                                   | Telefilm.                                                                |
| 2013 | Belle                                             | Lady Mary Murray                                                  |                                                                          |
| 2015 | El nuevo exótico Hotel Marigold                   | Jean                                                              |                                                                          |
| 2016 | The BFG                                           | La reina                                                          |                                                                          |
| 2017 | Zoo                                               | Denise Austin                                                     |                                                                          |
| 2018 | The Guernsey Literary and Potato Peel Pie Society | Amelia Maugery                                                    |                                                                          |
| 2019 | Downton Abbey                                     | Isobel Grey                                                       |                                                                          |
| 2019 | After Life                                        | Anne                                                              | Serie de televisión de Netflix (18 episodios)                            |
| 2023 | Operación Mincemeat                               | Hester Leggett                                                    |                                                                          |
| 2023 | El viaje de Harold                                | Maureen Fry                                                       |                                                                          |